# Перес Хименес, Маркос
 Ма́ркос Эванхели́ста Пе́рес Химе́нес (исп. Marcos Evangelista Pérez Jiménez; 25 апреля 1914, Мичелена, штат Тачира — 20 сентября 2001, Алькобендас, Испания) — государственный и военный деятель Венесуэлы. Временный президент в 1952—1953 годах, президент в 1953—1958 годах.

## Биография
Родился в городе Мичелена штата Тачира в семье землевладельца Хуана Переса Бустаманте и школьной учительницы Аделы Хименес. Окончил начальную школу в Мичелене и колледж «Gemios Unidos» в колумбийском городе Кукута. Начал свою военную карьеру в 17 лет, в 1931—1934 годах обучался в Военной школе (академии), которую окончил в звании младшего лейтенанта. Артиллерист. Прошёл специализированные артиллерийские курсы (1939) и командно-штабные курсы (1940) военной академии «Чоррильяс» в Перу, где подружился с будущим перуанским диктатором Мануэлем Одриа, и в 1941 году, по возвращении на родину, был произведён в капитаны. Получил должность ответственного за пехотную подготовку и артиллерийское обучение в Военной школе. 20 января 1944 года был назначен начальником 1-го отдела Генерального штаба армии. Выдвинулся во время переворота 18 октября 1945 года, провозглашённого «Октябрьской революцией», был произведён в майоры и назначен на пост начальника штаба армии.
В 1946—1948 годах начальник генерального штаба. В звании подполковника участвовал в свержении конституционного правительства Р. Гальегоса (1947—1948). В 1948—1952 годах член военной хунты и министр обороны. В 1950 году после неудачной попытки похищения и последовавшего убийства Дельгадо Чальбо, Перес Хименес стал фактически главой правительства.
2 декабря 1952 года объявлен военными временным президентом Венесуэлы, с 19 апреля 1953 до 23 января 1958 года — президент Венесуэлы (в 1953 году утверждён Учредительным собранием, в 1957 году в результате плебисцита избран на новый срок). Пользуясь поддержкой нефтяных монополий США, установил в стране авторитарный политический режим. Были запрещены политические партии, в то же время доходы от добычи нефти направлялись на строительство жилья для рабочих и служащих, в страну привлекались образованные иммигранты из Европы, постепенно повышался уровень жизни населения. В 1957 году произведён в генерал-майоры.
В январе 1958 года был свергнут в результате Январского восстания в Каракасе, поддержанного военными; бежал в Доминиканскую республику, затем в США.
Жил на вилле стоимостью в 400 000 долларов близ Майами, в американской печати именовался сокращённо — «Пи Джей» (P.J.) . Когда под давлением общественного мнения Венесуэлы был выдан ордер на его арест, Перес Хименес явился в тюрьму графства Дейд с орденом Легиона славы США, присвоенного «за выдающуюся политику иностранных капиталовложений». Обвинён в присвоении 14 млн долларов. Находился в заключении под № 505 в одиночной камере городской тюрьмы Майами. 12 августа 1963 года госсекретарь США Дин Раск заявил о решении выдать Переса Хименеса Венесуэле при условии, что судебное преследование ограничится только обвинениями в мошенничестве.13 августа 1963 года, когда самолёт уже ждал, адвокаты Переса Хименеса добились отсрочки выдачи, но уже 16 августа тот был доставлен самолётом в Венесуэлу.
Был помещён в тюрьму Модело в Каракасе, затем в течение полутора лет содержался в одиночной камере в городе Сан Хуан де Лос Моррос, в 1965 году решением Верховного суда Венесуэлы был приговорён к 13 годам и 4 месяцам тюрьмы. В августе 1968 года, отсидев в общей сложности 5 лет, Перес Хименес был освобождён и эмигрировал в Испанию, заочно возглавив созданную в 1965 году его сторонниками партию Националистический гражданский крестовый поход. В середине марта 1973 года приезжал в Венесуэлу, намереваясь выставить свою кандидатуру на президентских выборах, но под давлением общественного мнения был вынужден покинуть страну.
В 1990-х годах отклонил предложение президента Рафаэля Кальдеры вернуться в Венесуэлу, а в 1999 году отказался приехать на инаугурацию президента Уго Чавеса (хотя Чавес навестил Переса Хименеса в 1994 году в Испании).
Перес Хименес скончался 20 сентября 2001 года в Мадриде от сердечного приступа. Британская «The Guardian» отмечала по этому поводу, что одним он запомнился как безжалостный диктатор, правивший посредством цензуры, пыток и убийств, а другим — как воплощение военной эффективности и политической авторитарности. Перес Хименес стал последним представителем «эпохи великих диктаторов Латинской Америки» 1940—1960-х годов. В качестве парадокса газета приводила расхожую сентенцию венесуэльского поэта Андреса Элоя Бланко, бежавшего из страны, спасаясь от преследований военного режима: «Хорошие сыновья Венесуэлы умирают за рубежом, в то время как плохие сыновья всегда живут дома».